# Bay View, Washington
Bay View är en ort i Skagit County i delstaten Washington, USA.